# Принцип единственной ответственности
При́нцип еди́нственной отве́тственности (англ. single-responsibility principle, SRP) — принцип ООП, согласно которому каждый объект должен иметь одну ответственность и эта ответственность должна быть полностью инкапсулирована в класс. Все его поведения должны быть направлены исключительно на обеспечение этой ответственности.
A class should have only one reason to change.Robert C. Martin

## Описание
Термин SRP был введён Робертом С. Мартином в одноимённой статье как часть SOLID, ставших популярными благодаря его книге «Быстрая разработка программ. Принципы, примеры, практика.». Мартин описал SRP, основываясь на закономерности, описанной Томом ДеМарко и Мейлиром Пейдж-Джонсом и названной связностью.
В SOLID — буква «S» является аббревиатурой, которая образована сокращением от английского названия принципа единственной ответственности (англ. Single Responsibility Principle).
Мартин определяет ответственность как причину изменения и заключает, что классы должны иметь одну и только одну причину для изменений. Например, представьте себе класс, который составляет и печатает отчёт. Такой класс может измениться по двум причинам:
1. может измениться само содержимое отчёта;
2. может измениться формат отчёта.

Логично, что оба аспекта этих причин на самом деле являются двумя разными ответственностями. SRP говорит, что в таком случае нужно разделить класс на два новых класса, для которых будет характерна только одна ответственность. Причина, почему нужно сохранять направленность классов на единственную цель в том, что это делает классы более здоровыми. Что касается класса, приведённого выше, если произошло изменение в процессе составления отчёта — есть большая вероятность, что в негодность придёт код, отвечающий за печать.
При разработке различных поведений одного класса часто появляется «Божественный объект», который в ООП считается антипаттерном. Соблюдение принципа единственной ответственности позволяет избегать этого антипаттерна.

## Использование
Возникает вопрос, когда стоит использовать этот принцип? Всё же принцип — это не закон и SRP стоит применять в зависимости от того, как изменяется приложение:
- если при изменении кода, отвечающего за одну ответственность, в приложении появляются исправления кода, отвечающего за другую ответственность, то это первый сигнал о нарушении SRP.
- если же изменения кода, отвечающего за одну ответственность, не вносят изменения в код, отвечающий за другую ответственность, то этот принцип можно не применять.

Слепое следование принципу единственной ответственности приводит к избыточной сложности приложения, его поддержки и тестирования. SRP стоит применять только тогда, когда это оправдано. Принцип SRP можно применить только в том случае, когда:
- объекту класса становится позволительно слишком много;
- доменная логика концентрируется только в одном классе;
- любое изменение логики поведения объекта приводит к изменениям в других местах приложения, где это не подразумевалось изначально;
- приходится тестировать, исправлять ошибки, компилировать различные места приложения, даже если за их работоспособность отвечает третья сторона;
- невозможно легко отделить и применить класс в другой сфере приложения, так как это потянет ненужные зависимости.

Объединение ответственностей является общепринятой практикой и в этом нет ничего плохого, до тех пор пока это легко обслуживать. Следование принципу единственной ответственности зависит от функций программного продукта и является труднейшим при проектировании приложений.
В качестве примера нарушения SRP часто приводят ActiveRecord — паттерн, который позволяет легко связать данные объектов и данные из базы данных. В ActiveRecord много ответственностей сконцентрировано в одном месте и поэтому можно утверждать, что ActiveRecord нарушает SRP и тем самым становится антипаттерном. В некоторых случаях это утверждение спорно, так как сам по себе объект, реализующий ActiveRecord, не содержащий никакой бизнес логики, а предоставляющий таблицу из базы данных, имеет лишь одну причину для изменения (изменение таблицы), что не противоречит определением принципа SRP.

## Приёмы соблюдения принципа
Следующие приёмы позволяют соблюдать принцип единственной ответственности:
- Разработка через тестирование
- Шаблон «Выделение класса»
- Шаблон «Фасад»
- Шаблон «Proxy»
- DAO

Классическим примером нарушения SRP может служить ситуация, когда системе с бизнес-правилами (BRMS) нужно иметь дело с постоянным хранилищем (Persistence). На первых этапах проектирования таких систем создаётся класс, который обрабатывает бизнес правила и содержит логику работы с базой данных. С нарушением SRP появляются признаки плохого проекта, такие как:
- система с трудом поддается изменениям, поскольку любое минимальное изменение вызывает эффект «снежного кома», затрагивающего другие компоненты системы.
- в результате осуществляемых изменений система разрушается в тех местах, которые не имеют прямого отношения к непосредственно изменяемому компоненту.

Если бы система изначально разрабатывалась через тестирование(TDD), то этой проблемы могло бы и не возникнуть. Опираясь на тесты, разработчики могут быстрее представить, какая функциональность необходима пользователю. Таким образом, детали класса появляются задолго до окончательной реализации решения, тем самым влияя на дизайн разрабатываемой системы. Но бывает и так, что разработка через тестирование не приводит к применению шаблона «Выделение класса», тогда к системе применяется рефакторинг с применением шаблонов «Фасад», DAO или «Proxy».
SRP предлагает разделять универсальные классы на конкретные, что сделает их простыми и лёгкими в обслуживании. Подобную идею также выдвигает принцип KISS.

## Примечание
1. ↑  Мартин,, Роберт. Быстрая разработка программ. Принципы, примеры, практика. — Вильямс, 2004. — ISBN 5845905583.
2. ↑  Tom DeMarco. Structured Analysis and System Specification. — 1 edition. — Prentice Hall, May 21, 1979. — С. 310. — 348 с. — ISBN 0138543801.
3. ↑  Meilir Page-Jones. Practical Guide to Structured Systems Design. — 2 edition. — Prentice Hall, May 14, 1988. — С. 82. — 368 с. — ISBN 8120314824.
4. ↑  Pablo's SOLID Software Development 8. — «A good anti-example is the Active Record pattern. This pattern is in contradiction of SRP. A domain entity handles persistence of its information. (Note: There is nothing wrong with using Active Record; I've recently used it on a quick demo site and it worked perfectly) Normally, you would have a controller method/action pass a "hydrated" entity to a method of a repository instance.» Дата обращения: 6 ноября 2016. Архивировано 29 августа 2017 года.
5. ↑  Протько Сергей(fesor). AR по определению его нарушает и создан чтобы его нарушать // https://habrahabr.ru/.+Архивировано 31 июля 2017 года.
6. ↑  Принцип единственной ответственности: глубокое погружение. habr.com. Дата обращения: 11 марта 2020. Архивировано 21 апреля 2021 года.
7. ↑  ArticleS.UncleBob.PrinciplesOfOod. butunclebob.com. Дата обращения: 5 ноября 2016. Архивировано 25 октября 2016 года.
8. ↑  Shivprasad koirala. SOLID architecture principles using simple C# examples - CodeProject. www.codeproject.com. Дата обращения: 6 ноября 2016. Архивировано 7 ноября 2016 года.